# +44
+44 («plus forty four») — американский музыкальный коллектив, сформированный двумя участниками группы Blink-182, басистом Марком Хоппусом и барабанщиком Трэвисом Баркером. К группе также присоединились два гитариста: Крэйг Фэирбау (Transplants) и Шейн Галлахер (The Nervous Return). Название группы, +44, произошло от телефонного кода Великобритании, как раз там появились первые планы образовать группу.

## О группе
После того, как группа Blink-182 ушла в «бессрочный отпуск» в феврале 2005 года, Хоппус и Баркер решили не прекращать писать музыку и подвал дома Баркера, так же как и прихожая Хоппуса, послужили идеальными местами для рождения новых песен. Изначально группа использовала электрические барабаны, синтезатор и семплы, записывая все напрямую в компьютер.
Во время работы над демоверсиями песен, музыканты пригласили знакомую панк-рок вокалистку Кэрол Хеллер из группы Get The Girl на запись нескольких песен. Довольные результатом Хоппус и Баркер взяли Хеллер в группу. Весной 2005 года, Шейн Галахер присоединился к троице. В октябре 2005 года, группа приобрела собственную студию. По словам Хоппуса, как раз это событие стало поворотным моментом в истории группы. Когда +44 получили шанс репетировать в студии с настоящими барабанами и гитарами, электронный элемент звучания группы стал менее заметным, но не менее важным. Как раз в тот период, Хеллер поняла, что эта группа не для неё и решила сконцентрировать своё внимание на семье. Это последовало к её уходу из +44. Хотя её вокал все ещё присутствует в песнях «Make You Smile» и «No It Isn’t». Хоппус заявил, что никакой ссоры с Хеллер не было и вся группа поддержала её решение.
Наконец, последним обновлением в составе группы стал гитарист Крейг Фэрбау.
Интервью. Mark Hoppus MTV:
«Сначала, у нас была идея того, что в нашей музыке должно быть много электронного звучания, поскольку тогда мы все идеи прогоняли через компьютер и соответственно все записывали в него. Но потом мы купили студию, и после того, как мы перевезли оборудование в нашу студию, всё изменилось. Мы экспериментировали, гитары смешивались с клавиатурой, и электронные барабаны смешивались с живыми барабанами. Наша музыка будет основываться на гитарах и семплах, так как Shane Gallagher и Craig Fairbaugh — отлично играют на гитарах.»
Интервью. Travis Barker MTV:
«Если Blink-182 был днём, то +44 — ночь. Я смешиваю электронные барабаны с моей реальной барабанной установкой, остальные участники группы смешивают звуки гитар с звучанием синтезатора, и в целом у нас выходит что-то новое.»

## Второй альбом
Первые известия о скорой записи появились 6 августа 2007 года. 23 октября Марком был подписан контракт на запись второй пластинки с Interscope.
19 сентября 2008 Баркер попал в авиакатастрофу, но выжил. Процесс выздоровления до сих пор не завершён.
В интервью MTV 19 января 2009 Хоппус рассказал, что работает над своим соло-альбомом, однако ничего не сказал об альбоме +44.
8 февраля 2009 года группа Хоппуса, Баркера и Делонга, Blink-182, воссоединилась. Марк сообщил, что это не значит, что +44 распались, и, вероятно, они продолжат работу вместе.

## Песни и альбомы
13 декабря 2005 года, на сайте группы появилась демоверсия песни No It Isn't.
1 сентября 2006 года была также добавлена новая песня «Lycanthrope».
И, наконец, 7 сентября 2006 года, песня «When Your Heart Stops Beating» в первый раз прозвучала на волнах американской радиостанции KROQ, вещающей на территории Лос-Анджелеса.
14 ноября, 2006 года состоялся релиз дебютного альбома группы +44 — «When Your Heart Stops Beating», Северная Америка. Альбом включает в себя 13 треков и длится ровно 44 минуты. Также парни выпустили 1 полноценный сингл в поддержку альбома — «When Your Heart Stops Beating».
По официальным данным продажи альбом составили не менее 530 тысяч копий.
Впервые группа выступила на The Late Show with David Letterman, 15 ноября 2006 года, исполнив трек «When Your Heart Stops Beating».
Музыкальный клип на первый сингл «When Your Heart Stops Beating» был снят на фабрике в Los Angeles’e. Премьера клипа состоялась в сентябре 2006.
Также группа записала несколько каверов, самые известные из них: «Guten Tag» (группа Wir Sind Helden), «I Am One» (группа The Smashing Pumkins).
А также парни записали несколько ремиксов на свои же песни, самые известные из них это «When Your Heart Stops Beating» и «Little Death».
В сентябре 2007-го группа отменила несколько концертов в Европе. Причина этого в том, что коллектив решил приступить к записи второго студийного альбома, который предполагалось выпустить где-то в 2008 году.
После возвращения Blink-182 группа ушла в бессрочный отпуск, дальнейшая её судьба до сих пор не решена.

## Состав
- Марк Хоппус (Blink-182) — бас-гитара, вокал
- Трэвис Баркер (Expensive Taste, Transplants, Aquabats, Blink-182 и Box Car Racer) — барабаны, клавиши
- Крейг Фэрбау (Transplants, The Forgotten и Lars Frederiksen and the Bastards) — гитара, бэк-вокал
- Шейн Галлахер (The Nervous Return) — гитара, бэк-вокал

Бывшие участники:
- Кэрол Хеллер (Get the Girl) — гитара, вокал (2005—2006)

## Дискография
Студийные альбомы
| Год  | Название                      | Позиция в чартах | Позиция в чартах | Позиция в чартах | Позиция в чартах | Выпущен                 |
| Год  | Название                      | US               | AUS              | UK               | CAN              | Выпущен                 |
| ---- | ----------------------------- | ---------------- | ---------------- | ---------------- | ---------------- | ----------------------- |
| 2006 | When Your Heart Stops Beating | 10               | 22               | 50               | 8                | Выпущен: 14 ноября 2006 |

Синглы
| Год  | Название                        | Выпущен                  | Альбом                          |
| ---- | ------------------------------- | ------------------------ | ------------------------------- |
| 2006 | «Lycanthrope» (Великобритания)  | Выпущен: 7 ноября 2006   | «When Your Heart Stops Beating» |
| 2006 | «When Your Heart Stops Beating» | Выпущен: 14 ноября 2006  | «When Your Heart Stops Beating» |
| 2007 | «Baby Come On»                  | Выпущен: 19 февраля 2007 | «When Your Heart Stops Beating» |
| 2007 | «155»                           | Выпущен: июль 2007       | «When Your Heart Stops Beating» |